# Springfield (Nuevo Brunswick)
Springfield es una parroquia canadiense situada en la provincia de Nuevo Brunswick.

## Superficie
Springfield tiene una superficie de 248,53 km².

## Demografía
En 2021, tenía 1641 habitantes, una densidad poblacional de 6,6 hab./km², y 797 viviendas.